# Zbigniew Wróbel
Zbigniew Krzysztof Wróbel – polski chemik, doktor habilitowany nauk chemicznych, profesor w Instytucie Chemii Organicznej Polskiej Akademii Nauk, specjalności naukowe: chemia organiczna, synteza organiczna.

## Życiorys
W 1988 na podstawie rozprawy pt. Reakcje oksydatywnej krzyżowej dimeryzacji karboanionów, przygotowanej pod kierunkiem prof. Mieczysława Mąkoszy, uzyskał na Wydziale Chemicznym Politechniki Warszawskiej stopień doktora nauk chemicznych. W 2002 na podstawie pracy pt. Reakcje nitrozwiązków aromatycznych z czynnikami nukleofilowymi przebiegające w obecności zasady i kwasu otrzymał w Instytucie Chemii Organicznej Polskiej Akademii Nauk stopień naukowy doktora habilitowanego nauk chemicznych (dyscyplina: chemia, specjalność: chemia organiczna).
Został profesorem nadzwyczajnym w Instytucie Chemii Organicznej Polskiej Akademii Nauk.